# سوزان هورن
سوزان هيلين داداكيس هي عالمة إحصاء حيوي أمريكية، وهي كبيرة العلماء في معهد أبحاث النتائج السريرية، وأستاذة في كلية الطب بجامعة يوتا في برنامج ابتكار وأبحاث الخدمات الصحية، وعضو هيئة تدريس منتسب في كلية وايل كورنيل للدراسات العليا للعلوم الطبية.  وهي معروفة بعملها في تطوير نماذج إحصائية حسابية ليستخدمها الأطباء في الممارسة العملية لتحسين نتائج العلاج.